# Bedtime Story
"Bedtime Story" er en single af det danske band Warm Guns fra albummet Follow Your Heart Or Fall, der blev udgivet i 1983.
TV-2 fortolkede sangen i 1993 på Lars Muhl hyldest-albummet From All of Us....

## Trackliste
1. "Bedtime Story" (Muhl)  – 2:59
2. "Love Waits For One" (Muhl) – 3:42

## Medvirkende
- Lars Muhl - vokal & orgel
- Lars Hybel - guitar
- Kaj Weber - bas
- Troels Møller - trommer
- Pete Repete - keyboards
- Strygere på "Love Waits For No One" arrangeret af Leif Pedersen